# خطرناک (ترانه)
«خطرناک» (به انگلیسی: Dangerous) نام ترانه‌ای از مایکل جکسون می‌باشد که در سال ۱۹۹۱ در هشتمین آلبوم استودیوییاش به نام خطرناک منتشر شد. ترانه‌نویسان و آهنگ‌سازان این ترانه، مایکل جکسون، بیل بوترل و تدی رایلی بودند. برنامه‌ریزی شده بود که ترانهٔ «خطرناک» به عنوان تک‌آهنگ منتشر شود اما به دلیل طرح اتهامات کودک آزاری علیه او در همان مدت، هیچ‌گاه به عنوان یک تک‌آهنگ منتشر نشد و نتوانست در جدول‌های جهانی وارد شود و به فروش برسد.

## اجرای زنده
مایکل جکسون از زمان انتشار ترانهٔ «دنجروس»، ۵ نسخهٔ متفاوت از اجرای این ترانه ارائه داده است.
- اولین نسخهٔ اجرای این ترانه در قسمت سوم تور جهانی دنجروس در سال ۱۹۹۳ و سپس در مراسم جوایز موسیقی آمریکا اجرا شد.
- دومین نسخهٔ آن، در سال ۱۹۹۵ در مراسم اهدای جوایز موزیک ویدئوی ام‌تی‌وی اجرا شد و سپس در بین سال‌های ۱۹۹۵ تا ۱۹۹۷ در تور جهانی هیستوری اجرا شد.
- سومین نسخه از اجرای این ترانه تنها ۲ بار اجرا شده است: «کنسرت خیریهٔ مایکل جکسون و دوستان در سئول» و «کنسرت خیریهٔ مایکل جکسون و دوستان در مونیخ»
- چهارمین نسخه هم تنها دو بار اجرا شد: اولی در ویژه برنامهٔ پنچاهمین سالگرد مراسم آمریکن بند استند در سال ۲۰۰۲ و دومی در مراسم جشن رئیس جمهور آمریکا به نام بیل کلینتون در سال ۲۰۰۲.
- پنجمین اجرا هم برنامه‌ریزی شده بود تا در «کنسرت‌ها دیس ایز ایت» اجرا شود، اما با درگذشت ناگهانی مایکل جکسون، لغو شد. در سال ۲۰۱۰ یک نسخهٔ صوتی از اجرای دیس ایز ایت در اینترنت لو رفت.